# 花溪彝族苗族乡
花溪彝族苗族乡是中华人民共和国贵州省毕节市黔西市下辖的一个民族乡。

## 行政区划
花溪彝族苗族乡下辖以下村级行政区划单位：
花溪村、挖陇村、瓦房村、郭老村、借魁村、丰坪村、钟山村、沙坝村、安作村和耿底村。